# Rosi Aschenwald
Roswitha „Rosi“ Aschenwald (* 23. April 1962 in Kitzbühel) ist eine ehemalige österreichische Skirennläuferin. Sie gewann Anfang der 1980er-Jahre drei Slaloms im Europacup, fuhr im Weltcup zweimal unter die besten 15 und wurde 1980 und 1982 Österreichische Meisterin im Slalom.

## Biografie
Aschenwald wurde Ende der 1970er-Jahre in den Kader des Österreichischen Skiverbandes aufgenommen. Ihren ersten großen Erfolg feierte sie im Alter von 17 Jahren mit dem Sieg im Slalom bei den Österreichischen Meisterschaften 1980. Im selben Winter erzielte sie auch ihre ersten Punkte im Europacup. In der Saison 1980/81 erreichte sie mit drei Podestplätzen den zweiten Rang in der Europacup-Slalomwertung. Sie kam auch zu ihren ersten Einsätzen im Weltcup und holte am 3. Februar 1981 mit Platz elf im Slalom von Zwiesel erstmals Weltcuppunkte.
In der Europacupsaison 1981/82 gewann Aschenwald mit drei Siegen in den Slaloms von Abetone, Bled und Ljubljana und weiteren zwei Podestplätzen überlegen die Slalomwertung. Einmal fuhr sie auch im Riesenslalom auf das Podest und belegte damit in der Gesamtwertung den siebenten Platz. Zudem wurde sie zum zweiten Mal Österreichische Meisterin im Slalom. Nach diesen Leistungen kam sie im Winter 1982/83 wieder verstärkt im Weltcup zum Einsatz. Hier war sie jedoch weniger erfolgreich und kam nur einmal als Neunte des Slaloms von Schruns am 16. Jänner 1983 in die Punkteränge. Daher musste Aschenwald in der Saison 1983/84 wieder im Europacup starten. Da sie in diesem Winter aber nur einmal unter die besten drei fuhr, wurde sie wegen fehlenden Erfolges aus dem ÖSV-Kader entlassen, worauf sie ihre Karriere beendete. Später übernahm sie die Leitung des Gasthof Aschenwald in ihrem Heimatort Westendorf. 

## Erfolge

### Weltcup
- Eine Platzierung unter den besten zehn

### Europacup
- Saison 1980/81: 2. Slalomwertung
- Saison 1981/82: 7. Gesamtwertung, 1. Slalomwertung
- Drei Siege (Slaloms in Abetone, Bled und Ljubljana 1981/82), zwei zweite und fünf dritte Plätze

### Österreichische Meisterschaften
- Österreichische Meisterin im Slalom 1980 und 1982